# Blaptica daguerrei
Blaptica daguerrei es una especie de insecto blatodeo de la familia Blaberidae.

## Distribución geográfica
Se pueden encontrar en Argentina.